# ستيفان جاسجن
ستيفان جاسجن (مواليد 26 مارس 1962) هو سبّاح ألماني غربي، مثّل بلاده في الألعاب الأولمبية الصيفية 1988.

## روابط خارجية
ستيفان جاسجن على موقع الاتحاد الدولي للسباحة (الإنجليزية)
- ستيفان جاسجن على موقع أوليمبيديا (الإنجليزية)